# Johann Ernst Glück
Pour les articles homonymes, voir Glück.
Johann Ernst Glück (letton : Johans Ernsts Gliks ; 18 mai 1654-5 mai 1705) est un pasteur luthérien qui réalisa la première traduction de la Bible en langue lettone.

## Biographie
Né à Wettin dans une famille de pasteurs luthériens, il étudie à Altenburg, puis à Wittenberg. Il achève son cursus de théologie dans le temps record de trois ans.
En 1675, Glück est envoyé en Lettonie et se rend compte de la nécessité de rendre le texte biblique accessibles aux Lettons. En choisissant de traduire son texte à partir de l'hébreu et du grec, il démontre son indépendance d'esprit envers la traduction allemande de Luther.
La première chose qui me frappa - bien que jeune, je désirais servir l'honneur de Dieu - en arrivant dans ce pays est le fait que l'Église de Lettonie n'avait pas la Bible et que, pour cette raison, les offices religieux dans cette langue étaient de piètre qualité. Cela m'incita à étudier minutieusement et à maîtriser complètement cette langue, en en faisant la promesse à Dieu.

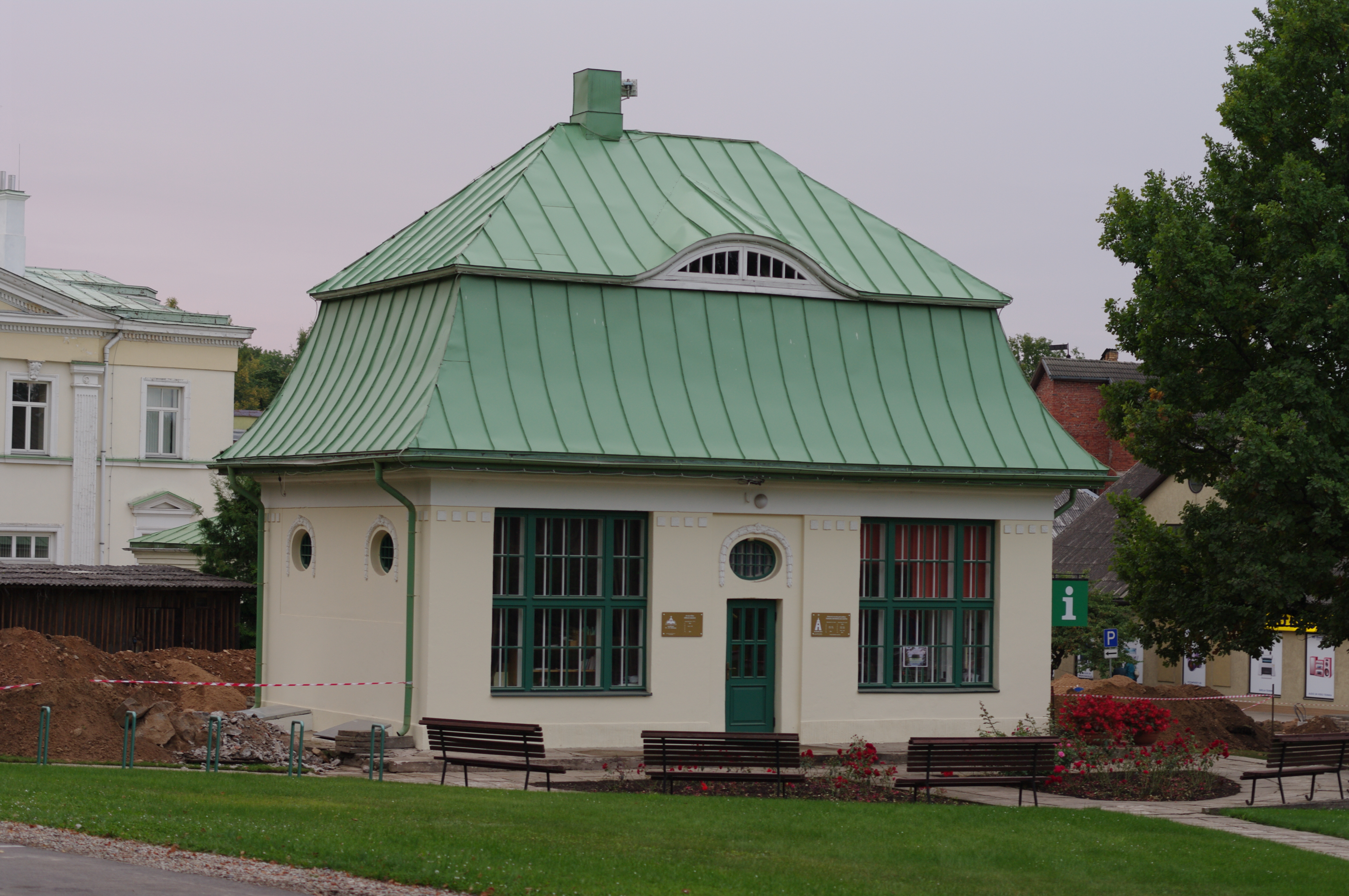
Le musée de la Bible à Alūksne, tenu par la paroisse luthérienne pour commémorer l'œuvre de Johann Ernst Glück.

Pour accomplir son projet, Glück perfectionne sa connaissance de l'hébreu et ne se met véritablement au travail qu'en 1680. Il travaille d'abord à Riga, avant d'être nommé en 1682 par Charles X de Suède comme desservant de la paroisse de Marienbourg. Il y vivra jusqu'en 1702.
En 1685, il épouse Christina Emerenty, fille du gouverneur de la ville. Ils auront quatre filles, deux garçons ainsi qu'une fille adoptive Marthe Skavronskaïa, qui deviendra plus tard l'impératrice Catherine Ire de Russie.
La même année, il achève la traduction du Nouveau Testament et, quatre ans plus tard, celle de la Bible tout entière. La date de l'achèvement de l'œuvre apparaît sur les armes de la ville d'Aluksne. En 1694, la Bible lettone est publiée à Riga. La tradition raconte qu'il planta un chêne le jour où il acheva son travail. On peut encore le voir à Aluksne devant la maison du pasteur.
En 1702, la Russie envahit la région alors sous domination suédoise. Le 23 août, Marienbourg est attaquée. On raconte que, n'ayant aucun espoir que la ville puisse se défendre, Glück s'avança dans le camp russe en tenant la Bible russe dans ses mains.
Glück est alors exilé à Moscou. Il s'occupe en enseignant les langues étrangères. De plus, il traduit, entre autres, le catéchisme de Luther en russe. C'est là qu'il meurt le 5 mai 1705.
Dans les années 1930, le Dr. Berzine s'adresse aux autorités soviétiques pour demander le transfert des restes de Glück en Lettonie. La réponse qu'il reçoit affirme que le lieu de sa tombe est inconnu des archives.

## Source
- Fascicule de présentation de la vie de Johann Ernst Glück, du Musée biblique d'Alūksne.